# C. E. Barham
Charles Emmett „Cap“ Barham (* 28. September 1904 im Lincoln Parish, Louisiana; † 23. Februar 1972) war ein US-amerikanischer Politiker. Zwischen 1952 und 1956 war er Vizegouverneur des Bundesstaates Louisiana.

## Werdegang
Cap Barham besuchte die öffentlichen Schulen seiner Heimat. Im Jahr 1927 absolvierte er das Louisiana Normal College, die heutige Northwestern State University. Anschließend unterrichtete er als Lehrer. Nach einem Jurastudium an der Louisiana State University in Baton Rouge und seiner 1931 erfolgten Zulassung als Rechtsanwalt begann er in Ruston in diesem Beruf zu arbeiten. Gleichzeitig schlug er als Mitglied der Demokratischen Partei eine politische Laufbahn ein. Zwischen 1948 und 1952 saß er im Senat von Louisiana.
1952 wurde Barham an der Seite von Robert F. Kennon zum Vizegouverneur von Louisiana gewählt. Dieses Amt bekleidete er zwischen 1952 und 1956. Dabei war er Stellvertreter des Gouverneurs und Vorsitzender des Staatssenats. In dieser Zeit gelang es ihm, das Amt des Vizegouverneurs unabhängiger von dem des Gouverneurs zu gestalten. 1956 scheiterte Barham in den Vorwahlen seiner Partei beim Versuch einer Wiederwahl. Im selben Jahr nahm er als Delegierter an der Democratic National Convention in Chicago teil, auf der Adlai Stevenson als Präsidentschaftskandidat nominiert wurde. Er starb am 23. Februar 1972; mit seiner Frau Carice Hillburn hatte er zwei Söhne.